# Las hadas
Las hadas (título original en alemán, Die Feen) es una ópera en tres actos con música de Richard Wagner y libreto en alemán del mismo compositor, basado en La donna serpente de Carlo Gozzi. Compuesta en 1833, pero estrenada el 29 de junio de 1888 en Múnich, Las hadas fue la primera ópera completada por Wagner, pero nunca se representó en vida del autor. 

## Historia
En la época de su composición, 1833, Wagner tenía solamente 20 años. El año anterior había abandonado su primer intento de escribir una ópera, Die Hochzeit ("La Boda"). Wagner mantuvo los nombres de dos de los personajes principales de Die Hochzeit en dos de los principales personajes de Las hadas, Ada y Arindal.
Las hadas permaneció sin estrenar hasta poco después de la muerte del compositor en 1883, cuando fue estrenada en Múnich en 1888. En la actualidad es una ópera muy poco representada que, a diferencia de los trabajos de madurez del compositor, no ha conseguido hacerse un hueco en el repertorio operístico habitual, entre otras cosas porque su viuda, Cósima Wagner, no sólo luchó por impulsar la representación de los trabajos de madurez del autor, sino por impedir que se representaran sus dramas anteriores al Holandés errante, considerados italianizantes por la pareja. Una idea de lo poco extendida que está esta ópera lo puede dar el hecho de que el estreno en América tuvo lugar en la New York City Opera el 24 de febrero de 1982, casi 150 años después de su composición. Rara vez se representa en la actualidad; en las estadísticas de Operabase aparece con sólo una representación en el período 2005-2010.
Las hadas imita claramente el estilo musical de Carl Maria von Weber, que con su ópera El cazador furtivo se había convertido en un músico de gran renombre en los años de juventud de Wagner. Muchos estudiosos coinciden en declarar a Weber como uno de los músicos que más influyó en el trabajo de Wagner. En este primer trabajo el autor no introduce las largas cadenas de "melodías sin fin" y la armonía cromática que destacarían en sus composiciones de madurez.
Wagner entregó personalmente el manuscrito original de Las hadas al rey Luis II de Baviera. El manuscrito fue entregado más adelante como regalo a Adolf Hitler y desapareció con él en las llamas del búnker de Berlín durante los días finales de la Segunda Guerra Mundial.

## Personajes

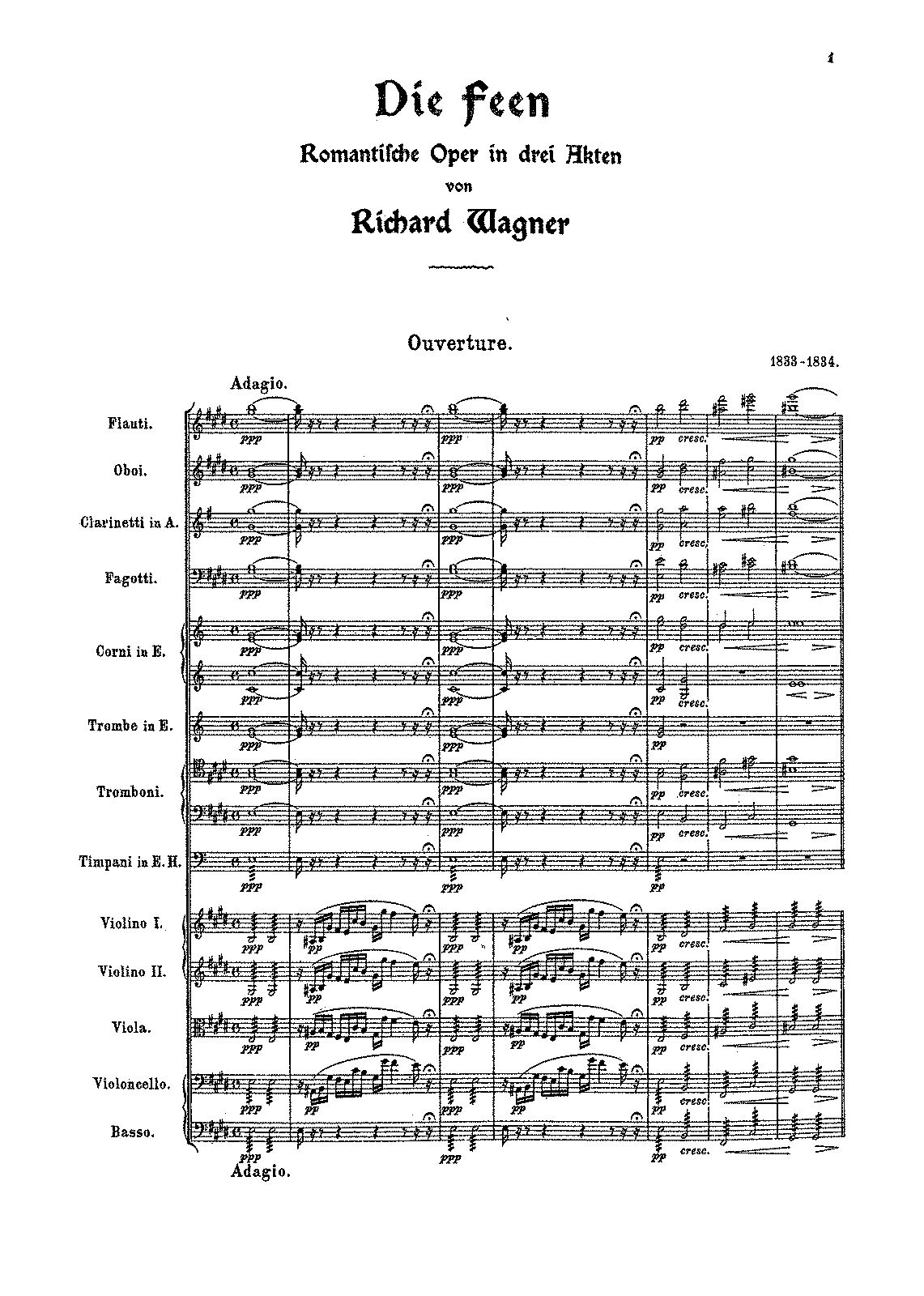
Comienzo de la obertura.

| Personaje                        | Tesitura | Reparto del estreno, 29 de junio de 1888 (Director: Franz Fischer) |
| -------------------------------- | -------- | ------------------------------------------------------------------ |
| El rey de las hadas              | bajo     | Victorine Blank                                                    |
| Ada, un hada                     | soprano  | Lili Dressler                                                      |
| Zemina, un hada                  | soprano  | Pauline Sigler                                                     |
| Farzana, un hada                 | soprano  | Marie Sigler                                                       |
| Arindal, rey de Tramond          | tenor    | Max Mikorey                                                        |
| Lora, su hermana                 | soprano  | Adrienne Weitz                                                     |
| Morald, su prometido             | barítono | Rudolf Fuchs                                                       |
| Gunther, un cortesano de Tramond | tenor    | Heinrich Herrmann                                                  |
| Gernot, amigo de Arindal         | bajo     | Gustav Siehr                                                       |
| Drolla, amiga de Lora            | soprano  | Emilie Herzog                                                      |
| Harald, General de Groma el mago | bajo     | Kaspar Bausewein                                                   |
| Un mensajero                     | tenor    | Max Schlosser                                                      |
| Voz de Groma el Mago             | bajo     |                                                                    |